# Lanidor

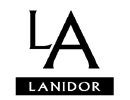
Logótipo da empresa

Lanidor é uma marca portuguesa de pronto-a-vestir feminino e infantil actualmente com lojas espalhadas pelos seis
países onde se encontra: Portugal, Espanha, Suíça, Arábia Saudita, Kuwait, Irlanda, Angola e Chipre. 
Desde a sua origem, em 1966, a marca tem evoluído, explorando novos segmentos de mercado, contando actualmente com sete conceitos inovadores, todos relacionados com o mundo da moda: LA Woman, a primeira marca Lanidor; LA Kids & Júnior (roupa para criança dos 2 aos 12 anos); LA Caffé (caffé & restaurant) associado à sua loja de Entrecampos, em Lisboa; LA Factory (outlet); LA Boutique (colecção exclusiva); e mais recentemente, LA Mag (revista trimestral),  e gere o Darwin's Café, na Fundação Champalimaud.
O grupo Lanidor explora as lojas das marcas Lanidor, Globe, Casa Batalha e Companhia do Campo e em 2011 reforçou a sua presença no mundo da moda portuguesa com a aquisição de 31% da Quebramar.
Em 2013 tem 95 pontos de venda em sete países. Factura cerca de 75 milhões de euros por ano e emprega 770 pessoas.

## Galeria de imagens

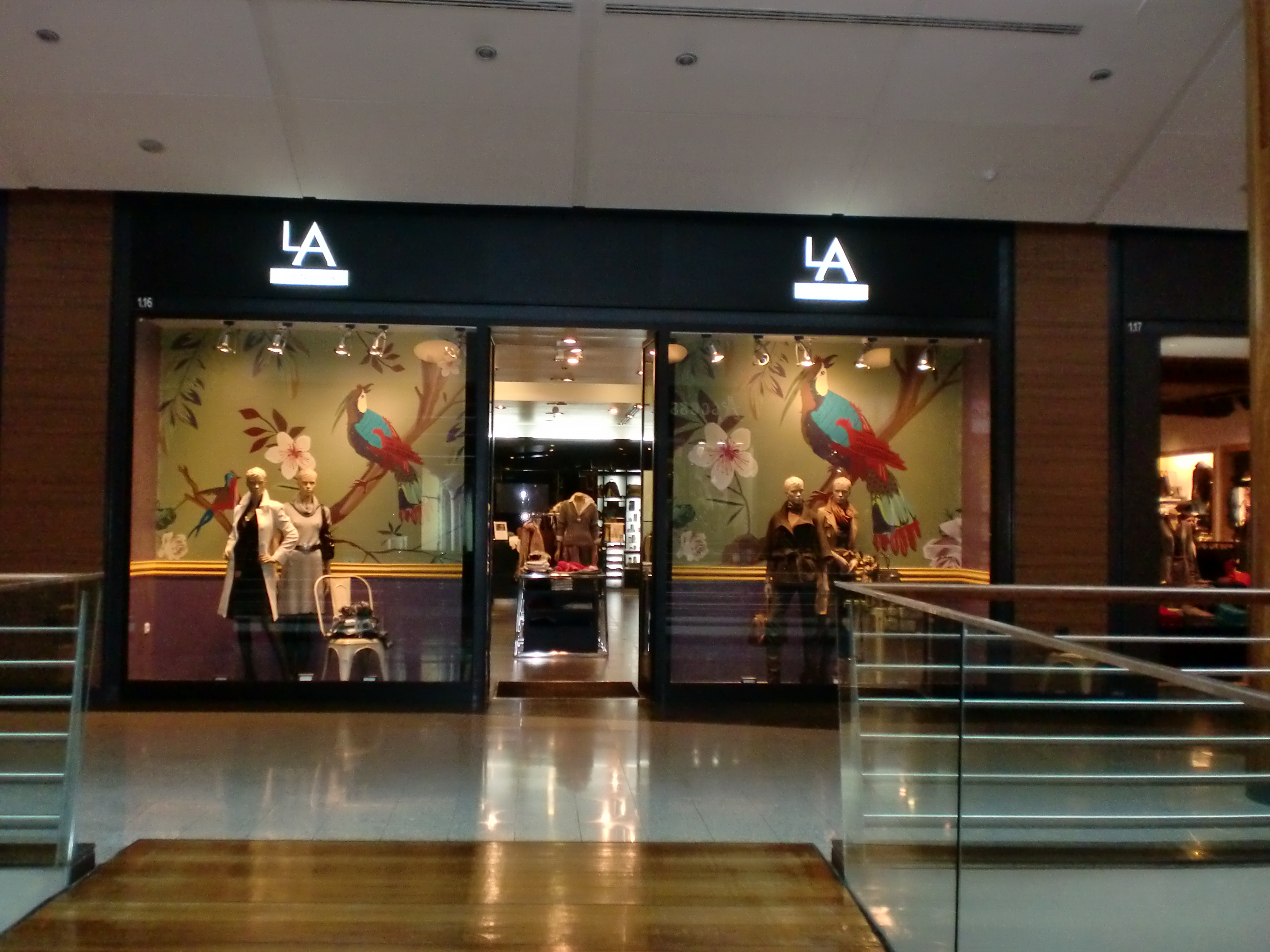
Loja Lanidor